# Zenobius van Florence
Zenobius van Florence, ook wel Zanobi genoemd (Florence, 337 – aldaar, 390 of 417) was een heilige uit de 4e eeuw. Zijn ouders lieten hem filosofie studeren, maar hij vond zijn ware vrede in de evangeliën. Hij liet zich tegen de wil van zijn ouders dopen. Hij raakte bevriend met Ambrosius van Milaan en hij werkte een tijd lang met paus Damasus I. Hij werd bisschop van Florence, daar deed hij talloze duiveluitdrijvingen en andere wonderen. Hij overleed in 390 of in 417.
Zenobius wordt voorgesteld als bisschop, vaak met een kind. Die zou hij tot leven hebben gewekt. Andere attributen zijn een boek, een stadsmodel, een witte lelie (die staat voor maagdelijkheid, hij wees een bruid af die door zijn ouders was uitgezocht), een bezetene of een boomstam. Toen zijn kist in 433 langs een dode boom kwam, raakte de kist de boom die weer meteen tot leven kwam. Zenobius wordt aangeroepen tegen hoofdpijn.

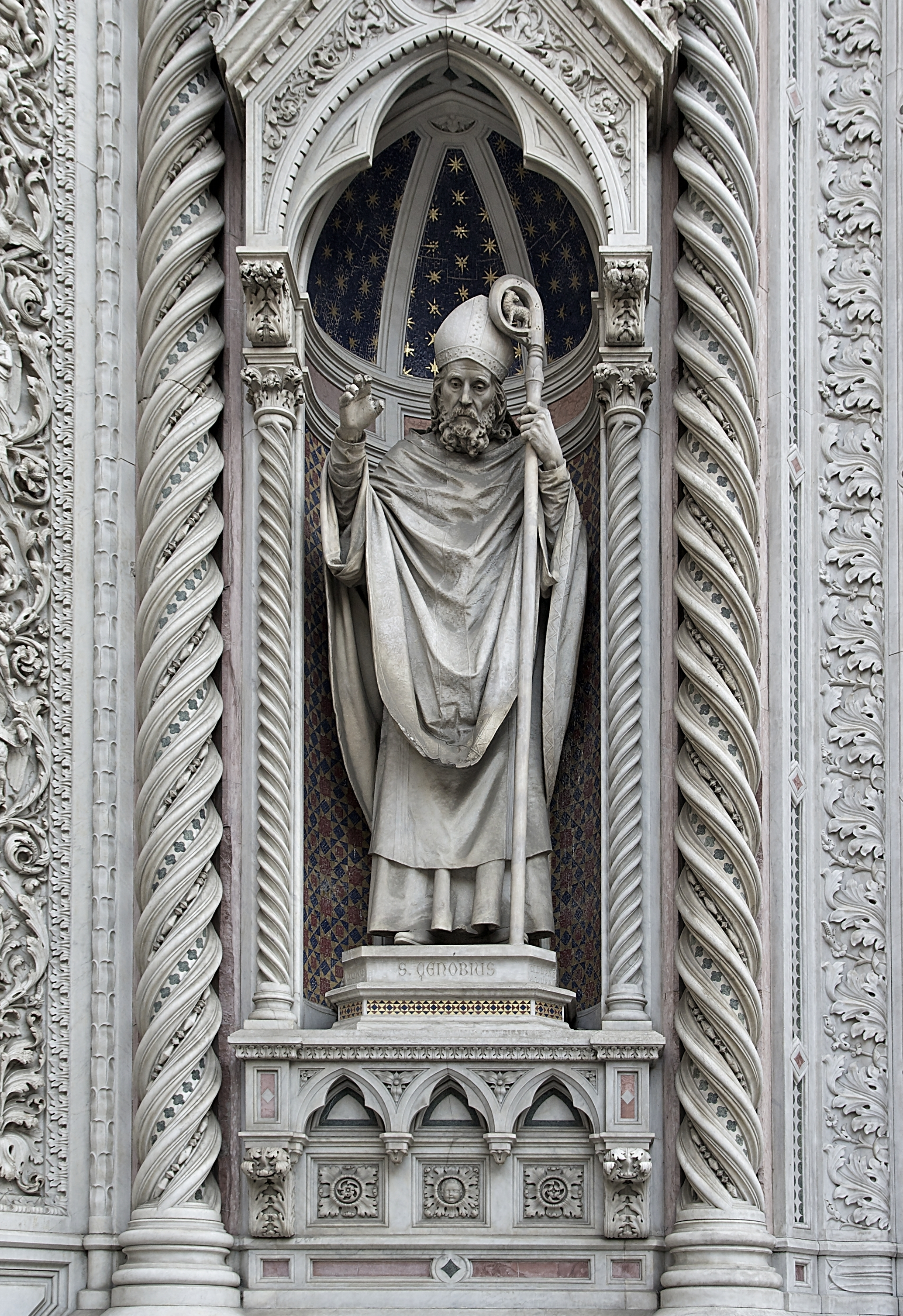
Zenobius, bisschop van Florence

Zenobius' feestdag is 25 mei.
- Gemeinsame Normdatei: 131726870
- Library of Congress Control Number: nr99040089
- Union List of Artist Names: 500354886
- Virtual International Authority File: 10986745
- WorldCat: E39PCjxkmHCtD7MXmypPrJ98VK